# Lider uwielbienia
Lider uwielbienia – posługa występująca w wielu ewangelikalnych kościołach protestanckich, szczególnie (choć nie tylko) o charakterze zielonoświątkowym sprawowana zarówno przez pastorów, jak i osoby świeckie, której celem jest prowadzenie zboru w muzycznym uwielbieniu, przeważnie w stylu współczesnej muzyki praise & worship.
Wspólnoty te, chcąc wyjść ze starszej, bardziej tradycyjnej formy oprawy muzycznej swych zgromadzeń, poszukiwały nowej, która zainteresowałaby wiernych i była bardziej entuzjastycznym i radosnym uwielbieniem Boga. Stąd pojawienie się takich osób jak liderzy uwielbienia oraz urozmaicenie muzyki w kościele.
Ostatnio w łonie kościołów tradycyjnych (np. w Katolickiej Odnowie Charyzmatycznej, a także w niektórych kościołach ewangelickich) zauważa się podobne zjawiska.

## Typy liderów uwielbienia
- Osoba, która prowadzi zespół (i zbór) w uwielbieniu (przeważnie grając również na instrumencie)
- Osoba, która prowadzi/kieruje chórem i zespołem (czasem organista/pianista) w muzycznym uwielbieniu
- Osoba, która prowadzi małą grupę w uwielbieniu albo przez grę na instrumencie, albo śpiewanie, albo śpiewanie z CD/DVD
- W niektórych kościołach każdy członek chóru albo zespołu muzycznego jest uważany za lidera uwielbienia, poprzez pomoc w prowadzeniu wiernych w uwielbieniu poprzez prawdziwe uwielbianie Boga ich głosem lub na instrumencie

Część Kościołów protestanckich odrzuca istnienie funkcji lidera uwielbienia uznając, iż jedynie Duch Święty może prowadzić zbór w uwielbianiu Boga, a obieranie funkcji lidera uwielbienia nie ma podstaw biblijnych.